# ウル・ヌンガル
ウル・ヌンガル（Ur-Nungal）は、古代メソポタミア、ウルク第1王朝の王。
シュメール王名表によると、ウルク第1王朝（紀元前26世紀頃）の6代目の王で、30年間統治したともされる。
ウル・ヌンガルがギルガメシュの息子であったことはシュメール王名表と『トゥンマル碑文』に記されているが、ウル・ヌンガルがウドゥル・カラマの父であると記載されているのはシュメール王名表のみである。